# Rudolf Nickels

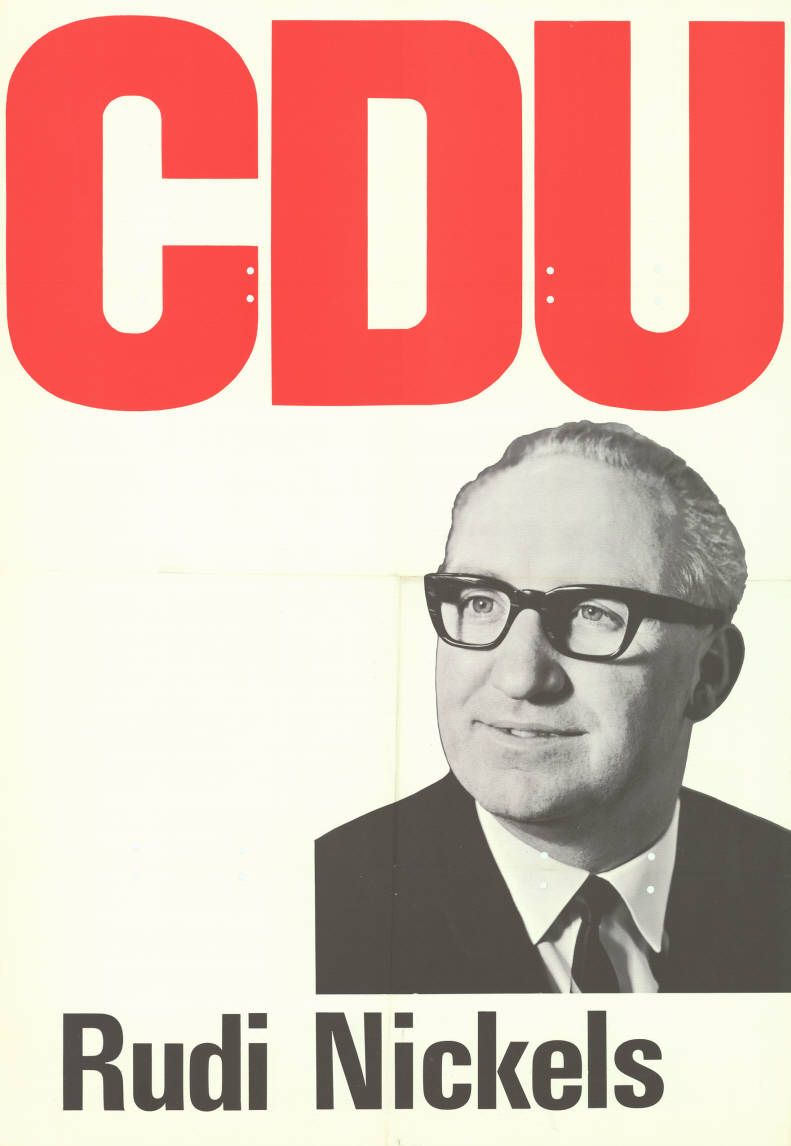
Wahlplakat zur Landtagswahl in Nordrhein-Westfalen 1966

Rudolf Nickels (* 23. April 1926 in Bottrop; † 7. Februar 2005) war ein deutscher Politiker und Landtagsabgeordneter (CDU).

## Leben und Beruf
Nach dem Besuch der Volksschule absolvierte er eine Lehre als Schmied. Nach Reichsarbeitsdienst, Kriegsdienst und Gefangenschaft übte er seinen Beruf wieder aus. 1950 wurde Nickels Gewerkschaftssekretär bei der IG Bergbau und Energie und 1960 Mitglied des Geschäftsführenden Vorstandes der Gewerkschaft.
Mitglied der CDU wurde er 1955. Er war in zahlreichen Gremien der Partei vertreten, so u. a. als stellvertretender Landesvorsitzender der CDU Westfalen-Lippe. Der Gewerkschaft IG Bergbau und Energie trat er 1945 bei.

## Abgeordneter
Vom 25. Juli 1966 bis zum 28. Mai 1980 war Nickels Mitglied des Landtags des Landes Nordrhein-Westfalen. Er wurde über die Landesliste seiner Partei gewählt.